# Beaufort-en-Argonne
Beaufort-en-Argonne település Franciaországban, Meuse megyében. Lakosainak száma 127 fő (2022. január 1.). Beaufort-en-Argonne Belval-Bois-des-Dames, Nouart, Beauclair és Laneuville-sur-Meuse községekkel határos.

## Népesség
A település népességének változása:
| Lakosok száma | 181  | 186  | 174  | 160  | 149  | 146  | 144  | 145  | 139  | 127  |
|               | 1968 | 1982 | 1990 | 2006 | 2013 | 2015 | 2017 | 2019 | 2020 | 2022 |